# Félix Ettien
Félix Dja Ettien (Abiyán, Lagunes, Costa de Marfil, 26 de septiembre de 1979) es un exfutbolista español de origen marfileño. Jugaba de centrocampista y desarrolló la práctica totalidad de su carrera como jugador del Levante U. D., siendo el futbolista que más partidos  oficiales disputados en la historia del equipo valenciano.

## Trayectoria
Comenzó su carrera en un equipo de Costa de Marfil, el U. S. C. Bassam, y destacó como una de las futuras estrellas del fútbol marfileño. En 1997 llega a jugar la Copa Mundial de Fútbol Juvenil de 1997 y llama la atención de varios clubes. El Levante U. D. decidió hacerse con los servicios del jugador, junto con el también marfileño Idrissa Keita. Sin embargo, los inicios en su club fueron complicados debido a que su agente desapareció poco después con todo su dinero y el jugador tuvo que enfrentarse a las dificultades de aprender el idioma y ganarse la confianza de su técnico y jugadores.
Comienza a jugar con asiduidad en la plantilla granota cuando el Levante desciende a Segunda División B, participando en 26 partidos y contribuyendo al ascenso del club. Continúa posteriormente como uno de los fijos en la plantilla en el mediocampo, situación que mantendría tras el ascenso del Levante a Primera División y durante las once temporadas en las que estuvo en el club valenciano, incluso cuando éstos descendieron a Segunda División en 2005.
Con el descenso del Levante en la temporada 2007/08 y los problemas económicos que tuvo el club, abandona el club tras once años en su disciplina.
En diciembre de 2009, estuvo a prueba con el CD Guijuelo, que meditó su fichaje, pero el entrenador del club salmantino, Ángel González Crego, descartó su incorporación: "Era una opción interesante, pero lleva dos años sin competir", declaró el entrenador chacinero.
Finalmente, en noviembre de 2010 se incorpora al UD Alzira de Segunda B.

## Clubes
| Club       | País            | Año       | Partidos | Goles |
| ---------- | --------------- | --------- | -------- | ----- |
| Bassam     | Costa de Marfil | 1996-1997 | ¿?       | ¿?    |
| Levante UD | España          | 1997-2008 | 277      | 18    |
| UD Alzira  | España          | 2010-2011 | 5        | 0     |